# Ramires
Ramires Santos do Nascimento (pronunție în portugheză braziliană [ʁaˈmiɾes ˈsɐ̃tus du nasiˈmẽtu]; n. 24 martie 1987, Barra do Piraí, Rio de Janeiro, Brazilia), cunoscut ca Ramires, este un fost fotbalist brazilian care a evoluat pe postul de mijlocaș.

## Statistici carieră

### Club
La la 4 noiembrie 2017.
| Club           | Sezon          | Campionat | Campionat | Cupă    | Cupă   | Cupa Ligii | Cupa Ligii | Continental/Altele | Continental/Altele | Total   | Total  |
| Club           | Sezon          | Meciuri   | Goluri    | Meciuri | Goluri | Meciuri    | Goluri     | Meciuri            | Goluri             | Meciuri | Goluri |
| -------------- | -------------- | --------- | --------- | ------- | ------ | ---------- | ---------- | ------------------ | ------------------ | ------- | ------ |
| Joinville      | 2006           | 14        | 3         | —       | —      | —          | —          | —                  | —                  | 14      | 3      |
| Cruzeiro       |                |           |           |         |        |            |            |                    |                    |         |        |
| 2007           | 32             | 3         | —         | —       | —      | —          | 2          | 0                  | 34                 | 3       |        |
| 2008           | 25             | 6         | —         | —       | —      | —          | 11         | 5                  | 36                 | 11      |        |
| 2009           | 4              | 1         | —         | —       | —      | —          | 11         | 1                  | 15                 | 2       |        |
| Brazilia total | Brazilia total | 75        | 13        | —       | —      | —          | —          | 24                 | 4                  | 99      | 19     |
| Benfica        | 2009–10        | 26        | 4         | 0       | 0      | 4          | 1          | 12                 | 0                  | 42      | 5      |
| Benfica total  | Benfica total  | 26        | 4         | 0       | 0      | 4          | 1          | 12                 | 0                  | 42      | 5      |
| Chelsea        | 2010–11        | 29        | 2         | 3       | 0      | 1          | 0          | 8                  | 0                  | 41      | 2      |
| Chelsea        | 2011–12        | 30        | 5         | 6       | 4      | 1          | 0          | 10                 | 3                  | 47      | 12     |
| Chelsea        | 2012–13        | 35        | 5         | 6       | 2      | 4          | 1          | 171                | 1                  | 62      | 9      |
| Chelsea        | 2013–14        | 30        | 1         | 3       | 0      | 2          | 1          | 11                 | 2                  | 46      | 4      |
| Chelsea        | 2014–15        | 24        | 2         | 1       | 0      | 1          | 0          | 3                  | 1                  | 29      | 3      |
| Chelsea        | 2015–16        | 12        | 2         | 1       | 0      | 2          | 1          | 62                 | 0                  | 21      | 3      |
| Chelsea total  | Chelsea total  | 160       | 17        | 20      | 6      | 11         | 3          | 55                 | 7                  | 246     | 37     |
| Jiangsu Suning | 2016           | 26        | 4         | 4       | 1      | —          | —          | 63                 | 0                  | 36      | 5      |
| Jiangsu Suning | 2017           | 23        | 7         | 3       | 1      | —          | —          | 84                 | 4                  | 34      | 12     |
| Jiangsu total  | Jiangsu total  | 49        | 11        | 7       | 2      | —          | —          | 14                 | 4                  | 70      | 17     |
| Career total   | Career total   | 310       | 45        | 27      | 8      | 15         | 1          | 105                | 15                 | 457     | 69     |

1Include FA Community Shield.

### Internațional
Actualizat la 15 noiembrie 2012
| Echipa   | Club     | Sezon   | Meciuri | Goluri |
| -------- | -------- | ------- | ------- | ------ |
| Brazilia | Cruzeiro | 2009    | 7       | 0      |
| Brazilia | Benfica  | 2009–10 | 9       | 2      |
| Brazilia | Chelsea  | 2010–11 | 10      | 0      |
| Brazilia | Chelsea  | 2011–12 | 1       | 0      |
| Brazilia | Chelsea  | 2012–13 | 6       | 1      |
| Total    | Total    | Total   | 33      | 3      |

## Palmares
Cruzeiro
- Campeonato Mineiro (2): 2008, 2009

Benfica
- Primeira Liga (1): 2009–10
- Taça da Liga (1): 2009–10

Chelsea
- FA Cup (1): 2011–12
- Liga Campionilor UEFA (1): 2011–12
- UEFA Europa League (1): 2012–13

Brazilia
- Cupa Confederațiilor FIFA (1): 2009
- Jocurile Olimpice de vară din 2008 (1): Bronz

Individual
- Chelsea Goal of the Season vs. Manchester City
- Chelsea Goal of the Season vs. Barcelona
- Chelsea Players' Player of the Year: 2011–12